# Franz Catzenstein
Franz Catzenstein (auch: Zatzenstein-Matthiesen und Francis M. Matthiesen, geboren 24. Juli 1897 in Hannover; gestorben 10. Mai 1963 in London) war ein deutsch-britischer Galerist und Kunsthändler.

## Leben
Geboren zur Zeit des Kaiserreichs, war Franz Catzenstein der Sohn des in Hannover tätigen Sanitätsrates Leo Catzenstein und Bruder der Bildhauerin Ellen Bernkopf-Catzenstein.
Während der Weimarer Republik wurde Franz Catzenstein anfangs Mitarbeiter, später Inhaber und Geschäftsführer der bedeutenden Galerie Matthiesen, die nach Maria (Mara) Matthiesen (1896 Celle – 1936 Genf), der ersten Ehefrau Catzensteins, benannt war. Die Galerie hatte ihren Sitz in Berlin „in einem Palais der vornehmen Viktoriastraße“.
Franz Catzenstein pflegte internationale Kontakte. So war er – nachdem in Russland die Oktoberrevolution stattgefunden hatte – am Verkauf von Spitzenwerken aus der Eremitage im seinerzeitigen Leningrad durch die Regierung der Sowjetunion an Andrew W. Mellon und Calouste Gulbenkian beteiligt. In den 1920er Jahren nahm er mehrfach Gottfried Benn, dessen Patient und Freund er war, auf Autofahrten nach Frankreich und Spanien mit.
1933, im Jahr der Machtübernahme durch die Nationalsozialisten, emigrierte Catzenstein zunächst nach Zürich, später ins Exil nach London, wo er sich dann Francis M. Matthiesen nannte. Er blieb jedoch „bis 1935 Geschäftsführer seiner Galerie-GmbH.“ Anteile an der GmbH hielten in den 1930er Jahren auch der Züricher Kunsthändler Gottfried Tanner und die Londoner Galerie P. & D. Colnaghi & Co.
Ebenfalls 1933 hatte Catzensteins Schwester Ellen eine Ausstellung in ihrer Heimatstadt Hannover, die jedoch „im Zuge der nationalsozialistischen Kulturpolitik in den Zeitungen diffamiert wurde“. Ellen gelang als erste der Familie über Umwege die Ausreise nach Palästina, während beider Eltern zunächst noch in Hannover verblieben.
1938, zwei Jahre zuvor war der Vater in Hannover gestorben, wurde Franz Catzenstein in London die „Judenvermögensabgabe“ zugestellt: „Man ist kein Mensch mehr in diesen Zeiten“, schrieb Matthiesen daraufhin resigniert. Schließlich wurde 1939 die Galerie-GmbH von Zatzenstein-Matthiesen, wie Franz Catzenstein in Deutschland genannt wurde, arisiert: Typisch für die Zeit wurde die Galerie von zwei der bisherigen Angestellten übernommen, „die ihre Gelegenheit zu »Guten Geschäften« witterten und fortan Verkäufe für Hitlers Museum am geplanten »Alterssitz« tätigten, den »Sonderauftrag Linz«.“
Im selben Jahr folgte auch die Mutter, Anna Catzenstein, 1939 ihrer Tochter Ellen und der neugeborenen Enkelin Yael nach Palästina.
1947 erhielt er, zusammen mit seiner zweiten Frau Katharina, die britische Staatsbürgerschaft.

## Restitutionen
Franz Catzenstein erhielt seine in die Niederlande verlagerten Kunstwerke erst 1950 zurück – „immerhin, wie man beim Vergleich mit so vielen anderen, ihres Eigentums beraubten jüdischen Kollegen sagen muss.“ Ein Werk von Marc Chagall, Witebsk/Over Vitebsk, das 1934 die Dresdner Bank als Kreditsicherheit erhalten hatte und später vom Museum of Modern Art in New York erworben worden war, wurde 2021 an den Sohn Patrick Matthiesen und die Erben der Anteilseigner der Galerie restituiert. Kurz darauf wurde es an einen europäischen Sammler verkauft. 2024 entschied die Stiftung Preußischer Kulturbesitz über sechs Gemälde, die sich im Besitz der Gemäldegalerie der Staatlichen Museen zu Berlin befanden. Diese hatte Catzenstein nach seiner Flucht 1934 zum Ausgleich für Kredite an die Commerzbank übertragen. Seit 1935 waren die Werke im Besitz der Gemäldegalerie. Nach Einigung mit den Catzenstein-Erben wurden die Gemälde Porträt eines Mannes in Ritterrüstung von einem  Nachfolger des Anthonis van Dyck, die formals Jan van de Cappelle zugeschriebenen Werke Segelschiffe/Ruhige See mit Einmastern und Staatenjacht und Marine / Segelschiffe auf der Merwede vor Dordrecht, eine nach Giovanni Battista Tiepolo gearbeitete Kopie Christus auf dem Weg zum Kalvarienberg und ein formals Ambrosius Benson zugeordnetes Bildnis eines Mannes/Bildnis Melanchthon restituiert. Weiterhin in der Gemäldegalerie verbleibt hingegen das Bild Versuchung des heiligen Antonius aus dem Umkreis von Jan Wellens de Cock.

## Ausstellung 2011
2011 fand unter dem Titel Gute Geschäfte. Kunsthandel in Berlin 1933–1945 eine Ausstellung in Berlin statt im Aktiven Museum im Centrum Judaicum sowie im Landesarchiv Berlin, zugleich „eine Mahnung, die … noch offenen Vermögensfragen aufgrund »verfolgungsbedingt entzogenen Kulturguts« … aufzuklären“. Die Ausstellung zeigte zudem, dass auch andere unter dem Terror des NS-Regimes gelitten hatten.